# Velutinidae

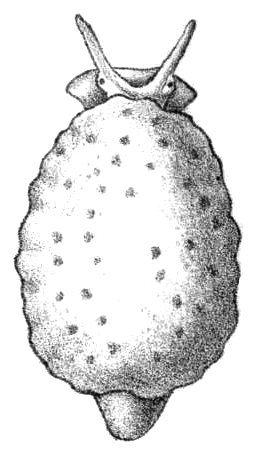
Onchidiopsis glacialis, dorsale Ansicht

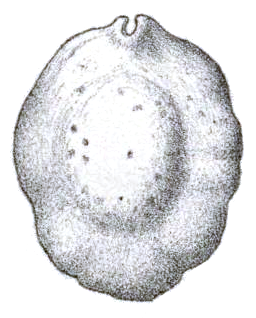
Lamellaria latens, dorsale Ansicht

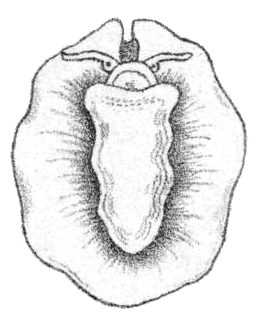
Lamellaria latens, ventrale Ansicht

Die Velutinidae sind eine Familie ausschließlich mariner Schnecken, die fast weltweit in warmen, gemäßigten und kalten Meeren vorkommen. Sie ernähren sich von Seescheiden.

## Merkmale
Die meist kleinen, ohrförmigen Gehäuse sind rechts gewunden und haben ein kurzes, niedriges Gewinde. Die meist breit eiförmige, große Mündung nimmt den größten Teil der Basis ein. Die Schnecken haben einen abgestumpften Kopf und fadenförmigen Fühler, hinter deren Basis die Augen in Erhöhungen liegen. Die Radula der Volutiniden trägt eine Reihe Mittelzähne und je drei Reihen Seitenzähne. Der Fuß hat am Vorderrand auf jeder Seite eine hervorstehende Ecke.
Das Gehäuse ist mehr oder weniger vollständig vom sehr dicken Mantelsaum bedeckt. Bei manchen Arten (z. B. Velutina velutina) kann sich die Schnecke ganz ins Haus zurückziehen, bei anderen (z. B. Marsenina stearnsii) kann das Haus von der Schnecke zumindest vorgezeigt werden, indem ein Schlitz am Rücken erweitert wird, während bei weiteren (z. B. einige Arten von Lamellaria) der Mantel über dem Haus verwachsen ist.
Die Schnecken sind klein bis mittelgroß. Soweit von den verschiedenen Arten bekannt, erfolgt die Entwicklung über eine Plankton fressende Veliger-Larve.

## Lebensweise
Die Velutinidae leben im Gezeitenbereich bis in mehrere hundert Meter Wassertiefe. Die Hauptverbreitung ist im Flachwasserbereich. Sie leben zusammen mit Seescheiden, von denen sie sich hauptsächlich ernähren und in deren leergefressene Hüllen sie ihre Eikapseln legen.

## Systematik
Die Familie Velutinidae wird nach der Revision der Taxonomie der Schnecken durch Bouchet und Rocroi (2005) in zwei Unterfamilien unterteilt:
- Unterfamilie Velutininae J. E. Gray, 1840 – Synonyme: Marseniidae Leach in Gray, 1847; Marsenininae Odhner, 1913; Capulacmaeinae Golikov & Gulbin, 1990; Onchidiopsinae Golikov & Gulbin, 1990 (n.a.); Marseniopsidae Badel, 1993 (n.a.)
- Unterfamilie Lamellariinae A. D. d’Orbigny, 1841 – Synonyme: Coriocellidae Troschel, 1848; Sacculidae Thiele, 1929 (inv.); Pseudosacculidae Kuroda, 1933

### Vertreter
Hier sind einige Vertreter der Familie Velutinidae innerhalb der Systematik von 2005 aufgeführt:
Unterfamilie Velutininae
- Gattung Capulacmaea
  - Capulacmaea commodum Middendorff, 1851
- Gattung Cartilagovelutina Golikov & Gulbin, 1990
  - Cartilagovelutina beringensis (Derjugin, 1950)
  - Cartilagovelutina chondrina (Bartsch in Derjugin, 1950)
  - Cartilagovelutina cristata (Derjugin, 1950)
- Gattung Marsenina
  - Marsenina ampla A. E. Verrill, 1880
  - Marsenina glabra (Couthouy, 1838)
  - Marsenina globosa L. M. Perry, 1939
  - Marsenina rhombica (Dall, 1871)
  - Marsenina stearnsii (Dall, 1871)
- Gattung Onchidiopsis
  - Onchidiopsis glacialis M. Sars, 1851
  - Onchidiopsis latissima Odhner, 1913
  - Onchidiopsis spitzbergensis Jensen, in Thorson, 1944
- Gattung Piliscus
  - Piliscus commodus Middendorff, 1851
  - Piliscus rostratus (Golikov & Gulbin, 1990)
  - Piliscus undulatus (Golikov & Gulbin, 1990)
- Gattung Pseudotorellia
  - Pseudotorellia fragilis Warén, 1989
- Gattung Velutina J. Fleming, 1820
  - Velutina plicatilis (O. F. Müller, 1776)
  - Velutina schneideri Friele, 1886
  - Velutina velutina (O. F. Müller, 1776)

Unterfamilie Lamellariinae A. D. d’Orbigny, 1841
- Gattung Calyptoconcha
  - Calyptoconcha pellucida A.E. Verrill, 1880
- Gattung Coriocella Blainville, 1824
  - Coriocella hibyae Wellens, 1991
- Gattung Lamellaria G. Montagu, 1815
- Gattung Marseniella
  - Marseniella borealis Bergh, 1886
- Gattung Marseniopsis
- Gattung Mysticoncha Allan, 1936